# Freak on a Leash
Freak on a Leash è un singolo del gruppo musicale statunitense Korn, pubblicato il 25 maggio 1999 come terzo estratto dal terzo album in studio Follow the Leader.

## Video musicale
Il video musicale comincia con una scena animata della copertina di Follow the Leader. Mentre la bambina (protagonista della copertina dell'album) gioca sul precipizio, un agente di polizia lascia partire accidentalmente un colpo che la sfiora. La pallottola fuoriesce da un poster, tornando nella realtà, fino a raggiungere il gruppo, intento a eseguire il brano all'interno di una stanza.
La pallottola si ferma proprio davanti al cantante Jonathan Davis che, con la potenza della sua voce, le fa cambiare direzione facendola tornare indietro. Dopo aver sfiorato tutti i membri del gruppo, la pallottola si ferma davanti alla bambina, che la prende e la ripone con un sorriso tra le mani dell'agente.
Il video fece vincere al gruppo nel 1999 un Grammy Award al miglior videoclip e due MTV Video Music Awards nelle categorie miglior video rock e miglior montaggio.

## Tracce
Testi e musiche dei Korn.
VHS promozionale (Stati Uniti)
1. Freak on a Leash

CD promozionale (Messico, Stati Uniti)
1. Freak on a Leash (Clean Single Edit) – 3:46
2. Freak on a Leash (Album Version) – 4:15

CD (Francia)
1. Freak on a Leash (Album Version) – 4:15
2. Freak on a Leash (Dante Ross Mix) – 4:46

CD (Regno Unito – parte 1)
1. Freak on a Leash (Album Version) – 4:15
2. Freak on a Leash (Dante Ross Mix) – 4:46
3. Freak on a Leash (Josh A's Beast on a Leash Mix) – 4:17
4. Freak on a Leash (Video)

CD (Regno Unito – parte 2)
1. Freak on a Leash (Album Version) – 4:15
2. Freak on a Leash (Freakin' Bitch Mix) – 4:00
3. Freak on a Leash (Lethal Freak Mix) – 3:39
4. Freak on a Leash (Live - Family Values Tour Version) – 4:09

CD maxi (Europa, Messico, Stati Uniti)
1. Freak on a Leash (Album Version) – 4:15
2. Freak on a Leash (Dante Ross Mix) – 4:46
3. Freak on a Leash (Freakin' Bitch Mix) – 4:01
4. Freak on a Leash (Josh A's Beast on a Leash Mix) – 4:18
5. Freak on a Leash (Lethal Freak Mix) – 3:38

CD maxi (Messico) – Freak on a Leash (Re-Mixes)
1. Freak on a Leash (Album Version) – 4:15
2. Freak on a Leash (Freakin' Bitch Mix) – 4:00
3. Freak on a Leash (Josh A's Beast on a Leash Mix) – 4:17
4. Freak on a Leash (Lethal Freak Mix) – 3:39
5. Freak on a Leash (Dante Ross Mix) – 4:46

CD maxi (Australia)
1. Freak on a Leash (Clean Single Edit) – 3:46
2. Freak on a Leash (Album Version) – 4:17
3. Freak on a Leash (Freakin' Bitch Mix) – 4:01
4. Freak on a Leash (Josh A's Beast on a Leash Mix) – 4:18
5. Freak on a Leash (Lethal Freak Mix) – 3:43
6. Freak on a Leash (Dante Ross Mix) – 4:46

CD maxi (Francia)
1. Freak on a Leash (Album Version) – 4:15
2. Freak on a Leash (Dante Ross Mix) – 4:46
3. Freak on a Leash (Freakin' Bitch Mix) – 4:01
4. Freak on a Leash (Josh A's Beast on a Leash Mix) – 4:17
5. Freak on a Leash (Lethal Freak Mix) – 3:39
6. Freak on a Leash (One Shot Remix) – 5:03

12" (Europa)
- Lato A

1. Freak on a Leash – 4:15
2. Freak on a Leash (Dante Ross Mix) – 4:45

- Lato B

1. Freak on a Leash (Freakin' Bitch Mix) – 3:59
2. Freak on a Leash (Josh A's Beast on a Leash Mix) – 4:16
3. Freak on a Leash (Lethal Freak Mix) – 3:38

12" (Regno Unito), download digitale – Freak on a Leash: The Mixes
- Lato A

1. Freak on a Leash (Dante Ross Mix) – 4:46
2. Freak on a Leash (Josh A's Beast on a Leash Mix) – 4:17

- Lato B

1. Freak on a Leash (Freakin' Bitch Mix) – 4:00
2. Freak on a Leash (Lethal Freak Mix) – 3:34

7" (Stati Uniti)
- Lato A

1. Freak on a Leash

- Lato B

1. Freak on a Leash (Lethal Freak Mix)

## Formazione
Gruppo
- Jonathan Davis – voce, cornamusa
- Fieldy – basso
- Munky – chitarra
- Head – chitarra
- David – batteria

Produzione
- Steve Thompson – produzione
- Toby Wright – produzione, registrazione
- Korn – produzione
- John Ewing Jr. – assistenza alla registrazione, registrazione aggiuntiva
- Brendan O'Brien – missaggio
- Stephen Marcussen – mastering
- Don C. Tyler – montaggio digitale
- The Firm – produzione esecutiva

## Classifiche
| Classifica (1999)             | Posizione massima |
| ----------------------------- | ----------------- |
| Australia                     | 22                |
| Germania                      | 58                |
| Nuova Zelanda                 | 43                |
| Paesi Bassi                   | 23                |
| Regno Unito                   | 24                |
| Regno Unito (rock & metal)    | 2                 |
| Stati Uniti (alternative)     | 6                 |
| Stati Uniti (mainstream rock) | 10                |

## Versione MTV Unplugged
Freak on a Leash viene ripubblicato come singolo promozionale nel 2007 come unico estratto dall'album dal vivo MTV Unplugged.
Questa versione vede la partecipazione vocale della cantante Amy Lee, frontwoman degli Evanescence.

### Tracce
Testi e musiche dei Korn.
1. Freak on a Leash (feat. Amy Lee) – 3:40

### Formazione
Gruppo
- Jonathan Davis – voce
- Munky – chitarra
- Fieldy – basso

Altri musicisti
- Amy Lee – voce
- Rob Patterson – chitarra aggiuntiva
- Zac Baird – tastiera
- Michael Jochum – percussioni
- Bill Hayes – armonica a bicchieri
- Erik Friedlander – violoncello
- Evie Koh – violoncello
- Jeremy Turner – violoncello
- Julie Green – violoncello
- Bill Ellison – contrabbasso
- Jeff Carney – contrabbasso
- Jeff Nelson – trombone
- Mike Davis – trombone
- Andy Bove – cimbasso
- Morris Kainuma – cimbasso

Produzione
- Richard Gibbs – produzione, direzione musicale, arrangiamento
- Korn – produzione
- John Harris – registrazione
- Peter Gary – assistenza alla registrazione
- Max Feldman – assistenza alla registrazione
- AJ Maynard – assistenza alla registrazione
- Vini Cirilli – ingegneria del suono aggiuntiva
- Csaba Petcocz – ingegneria del suono aggiuntiva
- Jorge Costa – ingegneria del suono
- Nick O' Toole – assistenza all'ingegneria
- Terry Date – missaggio
- Kevin Mills – assistenza al missaggio
- Stephen Marcussen – mastering
- Christoper Koch – post-produzione sonora